# 항공교통관제 레이더비콘시스템
항공교통관제 레이다비콘시스템(영어: Air Traffic Control Radar Beacon System; ATCRBS, 영어발음 "at-crabs")은 항공 교통의 분리 및 레이다 모니터링 기능을 향상시키기 위해 항공 교통 관제(ATC)에 사용되는 시스템이다. 보통 이것은 지상에 설치하는 장치로서 일반적으로 항로감시 레이다(ARSR, Air Route Surveillance Radar)이나 해상 항공로 감시 레이다(ORSR, Oceanic Route Surveillance Radar)와 병용하여 항공기 탑재 트랜스폰더(ATC transponder, Mode A/C transponder)로부터 신호를 받아 빠르고 정확하게 목표로 한 항공기를 식별하는 것과 동시에 지상의 레이다 표시 화면상에 거리 및 방위, 한층 더 비행 고도나 비상 신호 등의 항공 관제에 필요한 데이터를 표시하기 위한 시스템이다.